# David Alaba
David Olatukunbo Alaba (Viena, 24 de junho de 1992) é um futebolista austríaco que atua como zagueiro, lateral-esquerdo e meio-campista. Atualmente joga no Real Madrid.
Jogador versátil, Alaba também pode atuar no meio-campo. Pela Seleção Austríaca, onde é o principal nome da equipe, atua como volante ou meia-central. Já pelo Bayern de Munique, onde viveu seu auge, firmou-se como lateral-esquerdo graças ao Treinador Jupp Heynckes. A partir da temporada 2019–20, passou a jogar como zagueiro com o Treinador Hans-Dieter Flick.

## Clubes

### Início
Nascido em Viena filho de um pai nigeriano e de uma mãe filipina, Alaba começou sua carreira com SV Aspern, clube da sua cidade natal, antes de ingressar nas categorias de base do Austria Viena aos dez anos. Rapidamente ele subiu para o time B do Viena, e em abril de 2008 esteve no banco de reservas da equipe num jogo do Campeonato Austríaca. Jogou cinco vezes pelo time B do Austria Viena antes de sair em 2008, sendo contratado pelo Bayern de Munique B.

### Bayern de Munique
Estreou pelo gigante alemão no dia 10 de fevereiro de 2010, em jogo válido pela Copa da Alemanha contra o Greuther Fürth. Alaba entrou aos 59 minutos, substituindo Christian Lell e tornando-se o mais jovem jogador da história do Bayern em jogos oficiais, com dezessete anos, sete meses e oito dias.

#### Empréstimo ao Hoffenheim
Em janeiro de 2011, Alaba foi emprestado ao Hoffenheim até o final da temporada 2010–11. Mais tarde, naquele mês, ele marcou seu primeiro gol na Bundesliga no empate de 2 a 2 contra o St. Pauli.

#### O auge no Bayern
Alaba retornou ao Bayern no início da temporada 2011–12, e logo tornou-se um dos principais jogadores da equipe. Marcou seu primeiro gol pelos bávaros no dia 23 de outubro de 2011, na derrota de 2 a 1 contra o Hannover 96. Em 25 de abril de 2012, no jogo da volta das semifinais da Liga dos Campeões, Alaba marcou um gol contra o Real Madrid e ajudou o Bayern a se classificar por 3 a 1 na disputa por pênaltis.
Já na temporada seguinte, foi fundamental na conquista da tríplice coroa: sagrou-se campeão da Bundesliga, da Copa da Alemanha e da Liga dos Campeões. No dia 2 de dezembro de 2013, renovou seu contrato com o Bayern e assinou até 2018.
Após doze anos no clube alemão, em fevereiro de 2021 confirmou que não renovaria seu contrato. O austríaco revelou que tomou a decisão de deixar o clube bávaro em busca de novos desafios.

### Real Madrid
Foi anunciado oficialmente pelo Real Madrid no dia 28 de maio de 2021. Durante sua apresentação, no dia 21 de julho, Alaba recebeu a camisa 4, que antes pertencia a Sergio Ramos.
No dia 17 de dezembro de 2023, O departamento médico do Real Madrid anunciou que Alaba rompeu o ligamento cruzado anterior do joelho esquerdo. Ele se contundiu sozinho, no primeiro tempo da vitória por 4 a 1 contra o Villarreal jogo de La Liga. Mesmo perdendo o restante da temporada, foi campeão da Liga dos Campeões da UEFA de 2023–24

## Seleção Nacional
Após representar a Áustria nas categorias Sub-17 e Sub-21, Alaba foi convocado pela Seleção Austríaca principal em outubro de 2009. Após estrear numa partida contra a França, tornou-se o mais jovem jogador a representar a Seleção. Marcou seu primeiro gol pela Áustria no dia 16 de outubro de 2012, numa goleada de 4 a 0 contra o Cazaquistão, em partida válida pelas Eliminatórias da Copa do Mundo FIFA de 2014.
Apesar de ter terminado como artilheiro da Áustria nas Eliminatórias para a Copa do Mundo FIFA de 2014, com seis gols, sua Seleção não conseguiu a classificação para o torneio realizado no Brasil. 

## Vida pessoal
David Alaba namora a estilista russa Katja Butylina.

## Títulos
Bayern de Munique
- Bundesliga: 2009–10, 2012–13, 2013–14, 2014–15, 2015–16, 2016–17,  2017–18, 2018–19, 2019–20 e 2020–21
- Copa da Alemanha: 2009–10, 2012–13, 2013–14, 2015–16, 2018–19 e 2019–20
- Supercopa da Alemanha: 2010, 2012, 2016, 2018 e 2020
- Liga dos Campeões da UEFA: 2012–13 e 2019–20
- Supercopa da UEFA: 2013 e 2020
- Copa do Mundo de Clubes da FIFA: 2013 e 2020

Real Madrid
- La Liga: 2021–22 e 2023–24
- Supercopa da Espanha: 2021–22
- Liga dos Campeões da UEFA: 2021–22 e 2023–24
- Supercopa da UEFA: 2022
- Copa do Mundo de Clubes da FIFA: 2022
- Copa do Rei: 2022–23

### Prêmios individuais
- Futebolista Austríaco do Ano: 2011, 2012, 2013, 2014, 2015, 2016, 2020, 2021, 2022 e 2023
- Personalidade austríaca do esporte no ano: 2013 e 2014
- Equipe do Ano da UEFA: 2013, 2014 e 2015
- Seleção da Liga dos Campeões da UEFA: 2019–20[9] e 2020–21[10]
- Seleção da La Liga: 2021–22[11]

### Artilharias
- Supercopa da UEFA de 2022 (1 gol)